# Llista de topònims de Lliçà de Vall
Llista de topònims (noms propis de lloc) del municipi de Lliçà de Vall, al Vallès Oriental
Informació actualitzada per un bot. Els canvis manuals es perdran quan s'actualitzi!

## arbre singular
| imatge | Nom                               | Ubicat a      | instància de   | Detalls                                                               | coordenades                                                                                               | Protecció        | Commons (més fotos) | Dades a WD                    |
| ------ | --------------------------------- | ------------- | -------------- | --------------------------------------------------------------------- | --- | ---------------- | ------------------- | ----------------------------- |
|        | alzines de Santa Maria del Vallès | Lliçà de Vall | arbre singular | Taxon: alzina (Quercus ilex) Ample: 24.5m Alt: 17.5m Perímetre: 3.99m | 41° 35′ 41″ N, 2° 15′ 05″ E / 41.59475°N,2.25147°E ca:Santa Maria del Vallès 115 msnm                     | arbre monumental |                     | Modifica les dades a Wikidata |
|        | lledoner de can Coll 1            | Lliçà de Vall | arbre singular |                                                                       | 41° 35′ 05″ N, 2° 14′ 24″ E / 41.58465°N,2.2399°E ca:Jardí de la masia de can Coll. Avinguda del Pla, s/n |                  |                     | Modifica les dades a Wikidata |
|        | lledoner de can Coll 2            | Lliçà de Vall | arbre singular |                                                                       | 41° 35′ 03″ N, 2° 14′ 25″ E / 41.5841°N,2.24025°E ca:Jardí de la masia de can Coll. Avinguda del Pla, s/n |                  |                     | Modifica les dades a Wikidata |

## bosc
| imatge | Nom                | Ubicat a      | instància de | Detalls | coordenades | Protecció | Commons (més fotos) | Dades a WD                    |
| ------ | ------------------ | ------------- | ------------ | ------- | --- | --------- | ------------------- | ----------------------------- |
|        | Bosc Codern        | Lliçà de Vall | bosc         |         | 41° 35′ 50″ N, 2° 14′ 24″ E / 41.59709°N,2.24013°E ca:Sector nord-est del terme municipal                                                          |           |                     | Modifica les dades a Wikidata |
|        | Bosc de les Torres | Lliçà de Vall | bosc         |         | 41° 35′ 37″ N, 2° 15′ 14″ E / 41.59356°N,2.25378°E ca:Sector nord-est del terme municipal. Al sector anomenat el Pla, vora la masia de les Torres. |           |                     | Modifica les dades a Wikidata |

## casa
| imatge | Nom                                      | Ubicat a      | instància de | Detalls                     | coordenades | Protecció | Commons (més fotos) | Dades a WD                    |
| ------ | ---------------------------------------- | ------------- | ------------ | --------------------------- | --- | --------- | ------------------- | ----------------------------- |
|        | Ca la Fermina                            | Lliçà de Vall | casa         | 20th century                | 41° 35′ 17″ N, 2° 15′ 27″ E / 41.58798°N,2.25737°E ca:Barri del Pla. Avinguda del Pla, 20                        |           |                     | Modifica les dades a Wikidata |
|        | Ca la Marieta                            | Lliçà de Vall | casa         |                             | 41° 35′ 32″ N, 2° 14′ 30″ E / 41.5923°N,2.24176°E ca:Barri de Les Casetes. Carrer de Balmes                      |           |                     | Modifica les dades a Wikidata |
|        | Ca la Mercè                              | Lliçà de Vall | casa         |                             | 41° 35′ 33″ N, 2° 14′ 31″ E / 41.59256°N,2.2419°E ca:Barri de les Casetes. Carrer de Balmes                      |           |                     | Modifica les dades a Wikidata |
|        | Cal Ferrer                               | Lliçà de Vall | casa         | Estil: arquitectura popular | 41° 35′ 34″ N, 2° 14′ 34″ E / 41.59273°N,2.24269°E ca:Barri Les Casetes. Passatge que surt del carrer Remei, s/n |           |                     | Modifica les dades a Wikidata |
|        | Can Cinto                                | Lliçà de Vall | casa         | Estil: arquitectura popular | 41° 35′ 29″ N, 2° 14′ 33″ E / 41.59141°N,2.24261°E ca:Barri Les Casetes. Carrer Jacint Verdaguer, 10             |           |                     | Modifica les dades a Wikidata |
|        | Can Cinto Vell, can Camp, can Xic Filosa | Lliçà de Vall | casa         |                             | 41° 35′ 29″ N, 2° 14′ 32″ E / 41.59131°N,2.24232°E ca:Barri Les Casetes. Carrer Jacint Verdaguer, 17, 19, 23     |           |                     | Modifica les dades a Wikidata |
|        | Can Cristo                               | Lliçà de Vall | casa         | Estil: arquitectura popular | 41° 35′ 34″ N, 2° 14′ 33″ E / 41.59271°N,2.2424°E ca:Barri Les Casetes. Carrer Remei, 4                          |           |                     | Modifica les dades a Wikidata |
|        | Can Filosa                               | Lliçà de Vall | casa         |                             | 41° 35′ 29″ N, 2° 14′ 31″ E / 41.59138°N,2.24201°E ca:Barri Les Casetes. Carrer Jacint Verdaguer, 11             |           |                     | Modifica les dades a Wikidata |
|        | Can Fleca (carrer Terrassa)              | Lliçà de Vall | casa         | Estil: arquitectura popular | 41° 35′ 29″ N, 2° 14′ 34″ E / 41.59139°N,2.24284°E ca:Barri Les Casetes. Carrer Terrassa, 1                      |           |                     | Modifica les dades a Wikidata |
|        | Can Fleca (carretera)                    | Lliçà de Vall | casa         | 1878                        | 41° 35′ 31″ N, 2° 14′ 34″ E / 41.59206°N,2.2429°E ca:Barri de Les Casetes. Carrer de Sant Cristòfol, 2           |           |                     | Modifica les dades a Wikidata |
|        | Can Fèlix                                | Lliçà de Vall | casa         | 20th century                | 41° 35′ 32″ N, 2° 14′ 34″ E / 41.59215°N,2.2429°E ca:Barri Les Casetes. Avinguda Montserrat, 111                 |           |                     | Modifica les dades a Wikidata |
|        | Can Jaume Xic                            | Lliçà de Vall | casa         |                             | 41° 35′ 29″ N, 2° 14′ 25″ E / 41.59152°N,2.2402°E ca:Prop del barri de Les Casetes. Carrer Sant Baldiri          |           |                     | Modifica les dades a Wikidata |
|        | Can Llanes                               | Lliçà de Vall | casa         |                             | 41° 35′ 31″ N, 2° 14′ 29″ E / 41.59196°N,2.24144°E ca:Barri de Les Casetes. Carrer de Balmes                     |           |                     | Modifica les dades a Wikidata |
|        | Can Madeu                                | Lliçà de Vall | casa         | 1936                        | 41° 35′ 28″ N, 2° 14′ 26″ E / 41.59107°N,2.24067°E ca:Prop del barri de Les Casetes. Carrer Balmes               |           |                     | Modifica les dades a Wikidata |
|        | Can Met                                  | Lliçà de Vall | casa         |                             | 41° 35′ 32″ N, 2° 14′ 29″ E / 41.59212°N,2.24136°E ca:Barri de les Casetes. Carrer de Balmes, 54                 |           |                     | Modifica les dades a Wikidata |
|        | Can Miquel Palluí                        | Lliçà de Vall | casa         | 1935                        | 41° 35′ 21″ N, 2° 15′ 23″ E / 41.58909°N,2.25628°E ca:Barri del Pla. Passatge del Pla, 5                         |           |                     | Modifica les dades a Wikidata |
|        | Can Moisès                               | Lliçà de Vall | casa         | 1927                        | 41° 35′ 21″ N, 2° 15′ 27″ E / 41.58905°N,2.25759°E ca:Barri del Pla. Avinguda del Pla, 33                        |           |                     | Modifica les dades a Wikidata |
|        | Can Padró                                | Lliçà de Vall | casa         | 20th century                | 41° 34′ 47″ N, 2° 14′ 09″ E / 41.57971°N,2.23593°E ca:Avinguda de Catalunya, 1                                   |           |                     | Modifica les dades a Wikidata |
|        | Can Pep Llanes                           | Lliçà de Vall | casa         | 20th century                | 41° 35′ 19″ N, 2° 15′ 21″ E / 41.58849°N,2.25571°E ca:Barri del Pla. Avinguda del Pla, 29                        |           |                     | Modifica les dades a Wikidata |
|        | Can Pepet                                | Lliçà de Vall | casa         | 1924                        | 41° 35′ 32″ N, 2° 14′ 35″ E / 41.59231°N,2.24292°E ca:Barri de Les Casetes. Avinguda Montserrat, 113-115         |           |                     | Modifica les dades a Wikidata |
|        | Can Pessigos                             | Lliçà de Vall | casa         | 1910                        | 41° 35′ 26″ N, 2° 15′ 31″ E / 41.59052°N,2.2585°E ca:Barri del Pla. Passatge del pla, 9                          |           |                     | Modifica les dades a Wikidata |
|        | Can Quim                                 | Lliçà de Vall | casa         |                             | 41° 35′ 33″ N, 2° 14′ 33″ E / 41.59243°N,2.24242°E ca:Barri Les Casetes. Carrer Remei, 2                         |           |                     | Modifica les dades a Wikidata |
|        | Can Roura                                | Lliçà de Vall | casa         |                             | 41° 35′ 31″ N, 2° 14′ 33″ E / 41.59198°N,2.24251°E ca:Barri Les Casetes. Carrer Sant Cristòfol, 4                |           |                     | Modifica les dades a Wikidata |
|        | Can Sidro Filosa                         | Lliçà de Vall | casa         | 1899                        | 41° 35′ 28″ N, 2° 14′ 33″ E / 41.59103°N,2.24244°E ca:Barri Les Casetes. Carrer Girona, 8                        |           |                     | Modifica les dades a Wikidata |
|        | Can Tender                               | Lliçà de Vall | casa         | 1923                        | 41° 34′ 45″ N, 2° 14′ 09″ E / 41.57912°N,2.23591°E ca:Carrer Oliveres, 2                                         |           |                     | Modifica les dades a Wikidata |
|        | Can Tià Sans                             | Lliçà de Vall | casa         | 20th century                | 41° 34′ 45″ N, 2° 14′ 08″ E / 41.57915°N,2.23544°E ca:Carrer Oliveres, 4                                         |           |                     | Modifica les dades a Wikidata |
|        | Can Tomàs                                | Lliçà de Vall | casa         | 20th century                | 41° 35′ 21″ N, 2° 15′ 29″ E / 41.58917°N,2.25797°E ca:Barri del Pla. Avinguda del Pla, 37                        |           |                     | Modifica les dades a Wikidata |
|        | Can Ton Cinto                            | Lliçà de Vall | casa         | 20th century                | 41° 35′ 26″ N, 2° 14′ 23″ E / 41.59054°N,2.23983°E ca:Prop del barri de Les Casetes. Carrer de Girona            |           |                     | Modifica les dades a Wikidata |
|        | Can Toni                                 | Lliçà de Vall | casa         |                             | 41° 35′ 29″ N, 2° 14′ 34″ E / 41.59146°N,2.24273°E ca:Barri Les Casetes. Carrer Terrassa, 10                     |           |                     | Modifica les dades a Wikidata |
|        | Can Torres                               | Lliçà de Vall | casa         | 20th century                | 41° 35′ 20″ N, 2° 15′ 26″ E / 41.5888°N,2.25712°E ca:Barri del Pla. Avinguda del Pla, 35                         |           |                     | Modifica les dades a Wikidata |
|        | Casa Nova del Pla                        | Lliçà de Vall | casa         | 20th century                | 41° 35′ 23″ N, 2° 15′ 26″ E / 41.58983°N,2.25726°E ca:Barri del Pla. Passatge del Pla, 7                         |           |                     | Modifica les dades a Wikidata |

## conjunt d'edificis
| imatge | Nom                      | Ubicat a      | instància de       | Detalls | coordenades                                                                                                  | Protecció | Commons (més fotos) | Dades a WD                    |
| ------ | ------------------------ | ------------- | ------------------ | ------- | --- | --------- | ------------------- | ----------------------------- |
|        | Ca n’Oliveres Nou        | Lliçà de Vall | conjunt d'edificis |         | 41° 34′ 44″ N, 2° 14′ 12″ E / 41.57877°N,2.23679°E ca:Avinguda Catalunya, 30                                 |           |                     | Modifica les dades a Wikidata |
|        | Habitatges Tèxtil Torres | Lliçà de Vall | conjunt d'edificis | 1960s   | 41° 34′ 53″ N, 2° 14′ 18″ E / 41.58138°N,2.23822°E ca:Carrer de la Indústria, diversos números               |           |                     | Modifica les dades a Wikidata |
|        | Tèxtil Torres            | Lliçà de Vall | conjunt d'edificis | 1960s   | 41° 34′ 54″ N, 2° 14′ 26″ E / 41.58161°N,2.24057°E ca:Polígon industrial de can Coll. Carrer de can Coll, 16 |           |                     | Modifica les dades a Wikidata |

## curs d'aigua
| imatge | Nom              | Ubicat a                                       | instància de | Detalls                        | coordenades | Protecció | Commons (més fotos) | Dades a WD                    |
| ------ | ---------------- | ---------------------------------------------- | ------------ | ------------------------------ | --- | --------- | ------------------- | ----------------------------- |
|        | el Tenes         | província de Barcelona Moianès Vallès Oriental | curs d'aigua | Desemboca: Besòs Llarg: 32.5km | 41° 44′ 53″ N, 2° 09′ 35″ E / 41.748152°N,2.15967°E 41° 32′ 28″ N, 2° 13′ 49″ E / 41.541249°N,2.230325°E                           |           | El Tenes            | Modifica les dades a Wikidata |
|        | riera de Merdanç | Lliçà de Vall                                  | curs d'aigua | Desemboca: el Tenes            | 41° 34′ 57″ N, 2° 14′ 28″ E / 41.58248°N,2.24105°E ca:Sector sud del terme municipal. Entremig del polígon industrial de can Coll. |           |                     | Modifica les dades a Wikidata |

## edifici
| imatge | Nom                   | Ubicat a      | instància de               | Detalls                               | coordenades | Protecció | Commons (més fotos) | Dades a WD                    |
| ------ | --------------------- | ------------- | -------------------------- | ------------------------------------- | --- | --------- | ------------------- | ----------------------------- |
|        | Escola Les Llisses    | Lliçà de Vall | edifici                    | 1928                                  | 41° 35′ 12″ N, 2° 14′ 18″ E / 41.58674°N,2.23835°E ca:Carrer Montsià, 29 |           |                     | Modifica les dades a Wikidata |
|        | Laboratoris Lafi      | Lliçà de Vall | edifici edifici industrial | Arquitecte: Ricard Bofill i Leví 1967 | 41° 34′ 58″ N, 2° 15′ 16″ E / 41.58287°N,2.25454°E 41° 34′ 57″ N, 2° 15′ 16″ E / 41.58262634277344°N,2.254366397857666°E ca:Polígon el Pla. Avinguda Puigcerdà, 5 ca:Polígon el Pla. Av. Puigcerdà, 5 |           |                     | Modifica les dades a Wikidata |
|        | edifici de Transràdio | Lliçà de Vall | edifici                    | 1940s                                 | 41° 35′ 26″ N, 2° 14′ 44″ E / 41.59051°N,2.24556°E ca:Sector est del terme municipal. Polígon industrial el Pla, s/n                                                                                  |           |                     | Modifica les dades a Wikidata |

## entitat singular de població
| imatge | Nom                       | Ubicat a      | instància de                                                                   | Detalls  | coordenades | Protecció | Commons (més fotos) | Dades a WD                    |
| ------ | ------------------------- | ------------- | ------------------------------------------------------------------------------ | -------- | --- | --------- | ------------------- | ----------------------------- |
|        | Barri de Can Xiol         | Lliçà de Vall | entitat singular de població                                                   | 219 hab  | 41° 34′ 47″ N, 2° 14′ 14″ E / 41.57971°N,2.23731°E ca:Carrer del Xiol, núms. 6, 7, 11 i 13. Camí de can Coll, núms. 7 i 8. 106 msnm |           |                     | Modifica les dades a Wikidata |
|        | Ca l'Esteper              | Lliçà de Vall | entitat singular de població                                                   | 470 hab  | 41° 36′ 23″ N, 2° 13′ 23″ E / 41.60633°N,2.22308°E 185 msnm                                                                         |           |                     | Modifica les dades a Wikidata |
|        | Can Prat                  | Lliçà de Vall | entitat singular de població                                                   | 961 hab  | 41° 34′ 56″ N, 2° 12′ 52″ E / 41.5822974210434°N,2.21431459361051°E 150 msnm                                                        |           |                     | Modifica les dades a Wikidata |
|        | Can Salgot                | Lliçà de Vall | entitat singular de població                                                   | 213 hab  | 41° 35′ 45″ N, 2° 12′ 57″ E / 41.5957914°N,2.21592518°E 181 msnm                                                                    |           |                     | Modifica les dades a Wikidata |
|        | Can Vilardebò             | Lliçà de Vall | entitat singular de població                                                   | 774 hab  | 41° 35′ 58″ N, 2° 13′ 08″ E / 41.599442243608°N,2.2189064700783°E 177 msnm                                                          |           |                     | Modifica les dades a Wikidata |
|        | Cantallops                | Lliçà de Vall | entitat singular de població                                                   | 304 hab  | 41° 35′ 47″ N, 2° 14′ 00″ E / 41.5963589°N,2.23331685°E 146 msnm                                                                    |           |                     | Modifica les dades a Wikidata |
|        | Lliçà de Vall             | Lliçà de Vall | entitat singular de població capital municipal ens local històric de Catalunya | 1129 hab | 41° 35′ 30″ N, 2° 14′ 32″ E / 41.59155415°N,2.24224029°E 120 msnm                                                                   |           |                     | Modifica les dades a Wikidata |
|        | Sant Moritz               | Lliçà de Vall | entitat singular de població                                                   | 304 hab  | 41° 35′ 45″ N, 2° 14′ 17″ E / 41.59581412°N,2.23808685°E 169 msnm                                                                   |           |                     | Modifica les dades a Wikidata |
|        | Sant Valerià              | Lliçà de Vall | entitat singular de població                                                   | 206 hab  | 41° 35′ 00″ N, 2° 14′ 05″ E / 41.5832071°N,2.234704146°E 125 msnm                                                                   |           |                     | Modifica les dades a Wikidata |
|        | el Mirador i el Mas Gordi | Lliçà de Vall | entitat singular de població                                                   | 964 hab  | 41° 35′ 22″ N, 2° 13′ 30″ E / 41.58954785°N,2.224999°E 162 msnm                                                                     |           |                     | Modifica les dades a Wikidata |
|        | el Pla                    | Lliçà de Vall | entitat singular de població                                                   | 97 hab   | 41° 35′ 15″ N, 2° 14′ 48″ E / 41.58743°N,2.24655°E 100 msnm                                                                         |           |                     | Modifica les dades a Wikidata |
|        | el Sot de la Coma         | Lliçà de Vall | entitat singular de població                                                   | 4 hab    | 41° 35′ 49″ N, 2° 14′ 03″ E / 41.5969405°N,2.23408991°E 165 msnm                                                                    |           |                     | Modifica les dades a Wikidata |
|        | el Sot dels Nostris       | Lliçà de Vall | entitat singular de població                                                   | 339 hab  | 41° 35′ 36″ N, 2° 14′ 11″ E / 41.5932732473671°N,2.2363384273709°E 152 msnm                                                         |           |                     | Modifica les dades a Wikidata |
|        | la Caseta                 | Lliçà de Vall | entitat singular de població                                                   | 92 hab   | 41° 35′ 16″ N, 2° 14′ 29″ E / 41.58769269°N,2.24126566°E 108 msnm                                                                   |           |                     | Modifica les dades a Wikidata |
|        | la Miranda del Vallès     | Lliçà de Vall | entitat singular de població                                                   | 682 hab  | 41° 34′ 50″ N, 2° 13′ 15″ E / 41.58051308°N,2.22090837°E 154 msnm                                                                   |           |                     | Modifica les dades a Wikidata |
|        | la Serra                  | Lliçà de Vall | entitat singular de població                                                   | 100 hab  | 41° 34′ 28″ N, 2° 13′ 03″ E / 41.57436429°N,2.21738374°E 128 msnm                                                                   |           |                     | Modifica les dades a Wikidata |

## església
| imatge | Nom                                        | Ubicat a      | instància de                 | Detalls               | coordenades                                                                                      | Protecció                                  | Commons (més fotos)                        | Dades a WD                    |
| ------ | ------------------------------------------ | ------------- | ---------------------------- | --------------------- | ------------------------------------------------------------------------------------------------ | ------------------------------------------ | ------------------------------------------ | ----------------------------- |
|        | Mare de Déu de Montserrat de Lliçà de Vall | Lliçà de Vall | església                     |                       | 41° 35′ 29″ N, 2° 13′ 25″ E / 41.591505°N,2.223594°E 189 msnm                                    |                                            | Mare de Déu de Montserrat de Lliçà de Vall | Modifica les dades a Wikidata |
|        | Santa Maria de les Torres                  | Lliçà de Vall | església capella             | 1920s                 | 41° 35′ 33″ N, 2° 15′ 17″ E / 41.59261°N,2.25475°E ca:Sector est del terme municipal. El Pla     |                                            |                                            | Modifica les dades a Wikidata |
|        | capella de Sant Joan Baptista de Can Coll  | Lliçà de Vall | església capella             |                       | 41° 35′ 05″ N, 2° 14′ 23″ E / 41.584744°N,2.239809°E ca:Masia de can Coll. Avinguda del Pla, s/n |                                            | Capella de Sant Joan Baptista de Can Coll  | Modifica les dades a Wikidata |
|        | església de Sant Cristòfol                 | Lliçà de Vall | església església parroquial | Estil: gòtic flamíger | 41° 35′ 35″ N, 2° 13′ 52″ E / 41.593024°N,2.231135°E ca:Pg. Església, 11                         | bé integrant del patrimoni cultural català | Sant Cristòfol de Lliça de Vall            | Modifica les dades a Wikidata |

## masia
| imatge | Nom                        | Ubicat a              | instància de     | Detalls                                          | coordenades | Protecció                                            | Commons (més fotos)                        | Dades a WD                    |
| ------ | -------------------------- | --------------------- | ---------------- | ------------------------------------------------ | --- | ---------------------------------------------------- | ------------------------------------------ | ----------------------------- |
|        | Ca l'Ivó                   | Lliçà de Vall         | masia            |                                                  | 41° 34′ 54″ N, 2° 15′ 11″ E / 41.5815300365468°N,2.25312769802497°E                                                                                 |                                                      |                                            | Modifica les dades a Wikidata |
|        | Ca l'Oliveres              | Lliçà de Vall         | masia            |                                                  | 41° 35′ 23″ N, 2° 14′ 05″ E / 41.5896138044407°N,2.2346058805053°E                                                                                  |                                                      |                                            | Modifica les dades a Wikidata |
|        | Ca n'Oliveres Vell         | Lliçà de Vall         | masia            | Estil: arquitectura gòtica                       | 41° 35′ 22″ N, 2° 14′ 16″ E / 41.589574°N,2.237883°E ca:Urbanització dels Sots Nostris. Palafrugell                                                 | bé integrant del patrimoni cultural català           | Ca n'Oliveres Vell (Lliçà de Vall)         | Modifica les dades a Wikidata |
|        | Can Bella Plana            | Lliçà de Vall         | masia            | Estil: arquitectura popular 1929                 | 41° 35′ 42″ N, 2° 14′ 47″ E / 41.595079°N,2.246379°E ca:Sector est del terme municipal. El Pla                                                      | bé integrant del patrimoni cultural català           | Bella Plana (Lliçà de Vall)                | Modifica les dades a Wikidata |
|        | Can Camp                   | Lliçà de Vall         | masia            |                                                  | 41° 36′ 00″ N, 2° 13′ 25″ E / 41.60009194°N,2.22353889°E ca:Carrer Camí del Sot, s/n 140 msnm                                                       |                                                      |                                            | Modifica les dades a Wikidata |
|        | Can Canyet                 | Lliçà de Vall         | masia            |                                                  | 41° 35′ 17″ N, 2° 14′ 26″ E / 41.588172°N,2.240443°E ca:Balmes, s/n                                                                                 | bé integrant del patrimoni cultural català           | Can Canyet (Lliçà de Vall)                 | Modifica les dades a Wikidata |
|        | Can Cinto Batre            | Lliçà de Vall         | masia            |                                                  | 41° 35′ 26″ N, 2° 12′ 56″ E / 41.5906749033632°N,2.21563649296211°E                                                                                 |                                                      |                                            | Modifica les dades a Wikidata |
|        | Can Cisa                   | Lliçà de Vall         | masia            |                                                  | 41° 35′ 24″ N, 2° 12′ 54″ E / 41.5901034020147°N,2.21504351618343°E                                                                                 |                                                      |                                            | Modifica les dades a Wikidata |
|        | Can Closes                 | Lliçà de Vall         | masia            |                                                  | 41° 35′ 15″ N, 2° 15′ 01″ E / 41.587600429729°N,2.25028632734136°E                                                                                  |                                                      |                                            | Modifica les dades a Wikidata |
|        | Can Coll                   | Lliçà de Vall         | masia casa forta | 14th century Estat: bon estat Superfície: 3340m² | 41° 35′ 06″ N, 2° 14′ 24″ E / 41.584941°N,2.239993°E ca:Crtra. C-155 (Av. del Pla), al km. 13,7 trencall sud                                        | bé d'interès cultural bé cultural d'interès nacional | Can Coll (Lliçà de Vall)                   | Modifica les dades a Wikidata |
|        | Can Cosconer               | Lliçà de Vall         | masia            |                                                  | 41° 35′ 36″ N, 2° 14′ 30″ E / 41.5934714165135°N,2.24178342465088°E ca:Barri Les Casetes. Carrer de Núria, s/n                                      |                                                      |                                            | Modifica les dades a Wikidata |
|        | Can Farners                | Lliçà de Vall         | masia            |                                                  | 41° 35′ 36″ N, 2° 13′ 05″ E / 41.5932860089308°N,2.21813656347416°E                                                                                 |                                                      |                                            | Modifica les dades a Wikidata |
|        | Can Gordi                  | Lliçà de Vall         | masia            |                                                  | 41° 35′ 33″ N, 2° 13′ 23″ E / 41.5925807445038°N,2.22305240360836°E                                                                                 |                                                      |                                            | Modifica les dades a Wikidata |
|        | Can Granota                | Lliçà de Vall         | masia            |                                                  | 41° 35′ 55″ N, 2° 13′ 34″ E / 41.5985998565209°N,2.22606407804117°E                                                                                 |                                                      |                                            | Modifica les dades a Wikidata |
|        | Can Gurri                  | Lliçà de Vall         | masia            | Estil: arquitectura popular                      | 41° 35′ 09″ N, 2° 14′ 55″ E / 41.585726°N,2.248587°E ca:Can Gurri / Marineta                                                                        | bé integrant del patrimoni cultural català           | Can Gurri de Lliça de Vall                 | Modifica les dades a Wikidata |
|        | Can Magarola               | la Miranda del Vallès | masia            | 16th century                                     | 41° 34′ 50″ N, 2° 13′ 06″ E / 41.580637°N,2.218369°E ca:Bosc, 1                                                                                     |                                                      | Can Magarola (Lliçà de Vall)               | Modifica les dades a Wikidata |
|        | Can Nadal                  | Lliçà de Vall         | masia            | Estil: arquitectura gòtica                       | 41° 35′ 24″ N, 2° 15′ 00″ E / 41.590018°N,2.249953°E ca:Can Nadal                                                                                   | bé integrant del patrimoni cultural català           | Can Nadal (Lliçà de Vall)                  | Modifica les dades a Wikidata |
|        | Can Patires                | Lliçà de Vall         | masia            |                                                  | 41° 35′ 19″ N, 2° 13′ 01″ E / 41.5887198350193°N,2.21688391839288°E                                                                                 |                                                      |                                            | Modifica les dades a Wikidata |
|        | Can Pau Palla              | Lliçà de Vall         | masia            |                                                  | 41° 34′ 16″ N, 2° 12′ 45″ E / 41.5710185613984°N,2.21262385009706°E ca:Polígon industrial La Serra. Carrer de la Segarra, s/n. En un descampat.     |                                                      |                                            | Modifica les dades a Wikidata |
|        | Can Prat                   | Lliçà de Vall         | masia            | 20th century                                     | 41° 34′ 58″ N, 2° 12′ 58″ E / 41.5827345486395°N,2.21622445313254°E ca:Urbanització de can Prat. Carrer de can Prat, s/n                            |                                                      |                                            | Modifica les dades a Wikidata |
|        | Can Quaresma               | Lliçà de Vall         | masia            |                                                  | 41° 35′ 21″ N, 2° 12′ 49″ E / 41.5891758070487°N,2.2137470008847°E                                                                                  |                                                      |                                            | Modifica les dades a Wikidata |
|        | Can Rabassola              | Lliçà de Vall         | masia            |                                                  | 41° 34′ 58″ N, 2° 13′ 57″ E / 41.5827189153585°N,2.23259991250882°E ca:Camí de Sant Valerià, 34                                                     |                                                      |                                            | Modifica les dades a Wikidata |
|        | Can Reis                   | Lliçà de Vall         | masia            |                                                  | 41° 35′ 55″ N, 2° 13′ 33″ E / 41.5985263505821°N,2.22584896594151°E                                                                                 |                                                      |                                            | Modifica les dades a Wikidata |
|        | Can Ros del Pla            | Lliçà de Vall         | masia            |                                                  | 41° 35′ 32″ N, 2° 14′ 49″ E / 41.5920905924704°N,2.24685085855122°E                                                                                 |                                                      |                                            | Modifica les dades a Wikidata |
|        | Can Sans                   | Lliçà de Vall         | masia            | Estil: arquitectura popular                      | 41° 35′ 49″ N, 2° 13′ 30″ E / 41.59705°N,2.225034°E ca:Sector nord-oest del terme municipal, entre les urbanitzacions del Mirador i de ca l'Estapé. | bé integrant del patrimoni cultural català           | Can Sans (Lliçà de Vall)                   | Modifica les dades a Wikidata |
|        | Can Segarra                | Lliçà de Vall         | masia            |                                                  | 41° 35′ 21″ N, 2° 13′ 06″ E / 41.5891896146644°N,2.21841395040761°E                                                                                 |                                                      |                                            | Modifica les dades a Wikidata |
|        | Can Sol                    | Lliçà de Vall         | masia            |                                                  | 41° 34′ 58″ N, 2° 13′ 47″ E / 41.5828354037345°N,2.22981533157763°E                                                                                 |                                                      |                                            | Modifica les dades a Wikidata |
|        | Can Tabaquet               | Lliçà de Vall         | masia            |                                                  | 41° 35′ 21″ N, 2° 13′ 12″ E / 41.5891913628648°N,2.21999762989816°E ca:Urbanització del mas Gordi. Carrer del Monestir, s/n                         |                                                      |                                            | Modifica les dades a Wikidata |
|        | Can Turull                 | Lliçà de Vall         | masia            |                                                  | 41° 34′ 40″ N, 2° 13′ 52″ E / 41.577791740798°N,2.23121876933858°E                                                                                  |                                                      |                                            | Modifica les dades a Wikidata |
|        | Can Victorino              | Lliçà de Vall         | masia            |                                                  | 41° 34′ 48″ N, 2° 14′ 20″ E / 41.5801°N,2.2389°E ca:Barri de can Xiol. Camí de can Xiol                                                             |                                                      |                                            | Modifica les dades a Wikidata |
|        | Can Vilardebó              | Lliçà de Vall         | masia            | Estil: arquitectura popular                      | 41° 35′ 42″ N, 2° 13′ 48″ E / 41.595061°N,2.230091°E ca:Entre les urbanitzacions de can Vilardebò i del mas Gordi. Avinguda de can Vilardebò        | bé integrant del patrimoni cultural català           | Can Vilardebó (Lliçà de Vall)              | Modifica les dades a Wikidata |
|        | Casa nova de Can Vilardebó | Lliçà de Vall         | masia            | Estil: arquitectura popular                      | 41° 35′ 37″ N, 2° 13′ 54″ E / 41.593513°N,2.231573°E ca:Carrer de la Coma                                                                           | bé integrant del patrimoni cultural català           | Casa nova de Can Vilardebo (Lliçà de Vall) | Modifica les dades a Wikidata |
|        | Torres de Santa Maria      | Lliçà de Vall         | masia            | Estil: arquitectura popular                      | 41° 35′ 33″ N, 2° 15′ 12″ E / 41.592588°N,2.253229°E ca:Sector est del terme municipal. El Pla                                                      | bé integrant del patrimoni cultural català           | Les Torres de Santa Maria (Lliçà de Vall)  | Modifica les dades a Wikidata |

## molí d'aigua
| imatge | Nom                 | Ubicat a      | instància de | Detalls      | coordenades | Protecció | Commons (més fotos) | Dades a WD                    |
| ------ | ------------------- | ------------- | ------------ | ------------ | --- | --------- | ------------------- | ----------------------------- |
|        | Molí d'en Roure     | Lliçà de Vall | molí d'aigua |              | 41° 35′ 17″ N, 2° 14′ 36″ E / 41.5881139615392°N,2.24342978983037°E ca:Sector est del terme municipal, al barri del Pla |           |                     | Modifica les dades a Wikidata |
|        | Molí de can Pujades | Lliçà de Vall | molí d'aigua | 20th century | 41° 35′ 19″ N, 2° 15′ 20″ E / 41.58863°N,2.25552°E ca:Barri del Pla. Avinguda del Pla, 27                               |           |                     | Modifica les dades a Wikidata |

## monument
| imatge | Nom                           | Ubicat a      | instància de | Detalls | coordenades | Protecció | Commons (més fotos) | Dades a WD                    |
| ------ | ----------------------------- | ------------- | ------------ | ------- | --- | --------- | ------------------- | ----------------------------- |
|        | Monument a l’Onze de setembre | Lliçà de Vall | monument     | 2016    | 41° 35′ 09″ N, 2° 14′ 23″ E / 41.58584°N,2.23986°E 41° 35′ 07″ N, 2° 14′ 24″ E / 41.58515548706055°N,2.2400550842285156°E ca:Plaça de la Vila ca:Jardins de Can Coll |           |                     | Modifica les dades a Wikidata |
|        | Monument als donants de sang  | Lliçà de Vall | monument     | 2007    | 41° 35′ 14″ N, 2° 14′ 21″ E / 41.58731°N,2.23914°E ca:Carrer de la Garrotxa                                                                                          |           |                     | Modifica les dades a Wikidata |

## polígon industrial
| imatge | Nom                               | Ubicat a      | instància de       | Detalls | coordenades                                                         | Protecció | Commons (més fotos) | Dades a WD                    |
| ------ | --------------------------------- | ------------- | ------------------ | ------- | ------------------------------------------------------------------- | --------- | ------------------- | ----------------------------- |
|        | Polígon industrial Can Coll       | Lliçà de Vall | polígon industrial |         | 41° 35′ 00″ N, 2° 14′ 20″ E / 41.5833461222316°N,2.23887873328374°E |           |                     | Modifica les dades a Wikidata |
|        | Polígon industrial Cantallops     | Lliçà de Vall | polígon industrial |         | 41° 34′ 48″ N, 2° 13′ 53″ E / 41.5799086727237°N,2.23125364221281°E |           |                     | Modifica les dades a Wikidata |
|        | Polígon industrial El Perdellot   | Lliçà de Vall | polígon industrial |         | 41° 35′ 01″ N, 2° 14′ 38″ E / 41.5835406940665°N,2.24379509238091°E |           |                     | Modifica les dades a Wikidata |
|        | Polígon industrial El Pla         | Lliçà de Vall | polígon industrial |         | 41° 35′ 18″ N, 2° 14′ 58″ E / 41.5882706753859°N,2.24947473558196°E |           |                     | Modifica les dades a Wikidata |
|        | Polígon industrial Els Batzacs    | Lliçà de Vall | polígon industrial |         | 41° 35′ 05″ N, 2° 15′ 22″ E / 41.5845848445233°N,2.25611571102375°E |           |                     | Modifica les dades a Wikidata |
|        | Polígon industrial Les Argelagues | Lliçà de Vall | polígon industrial |         | 41° 35′ 09″ N, 2° 13′ 59″ E / 41.5857219253342°N,2.23314021377387°E |           |                     | Modifica les dades a Wikidata |
|        | Polígon industrial Palaudàries    | Lliçà de Vall | polígon industrial |         | 41° 34′ 26″ N, 2° 12′ 43″ E / 41.5738594335021°N,2.21183367123764°E |           |                     | Modifica les dades a Wikidata |

## pou de neu
| imatge | Nom                       | Ubicat a      | instància de | Detalls                                  | coordenades | Protecció                                  | Commons (més fotos)                        | Dades a WD                    |
| ------ | ------------------------- | ------------- | ------------ | ---------------------------------------- | --- | ------------------------------------------ | ------------------------------------------ | ----------------------------- |
|        | Pou de Can Coll           | Lliçà de Vall | pou de neu   | Estil: arquitectura popular 18th century | 41° 35′ 02″ N, 2° 14′ 27″ E / 41.58399°N,2.24077°E ca:Sector central del terme municipal, vora la masia de can Coll | bé integrant del patrimoni cultural català |                                            | Modifica les dades a Wikidata |
|        | Pous de glaç de Can Gurri | Lliçà de Vall | pou de neu   | Estil: arquitectura popular 18th century | 41° 35′ 07″ N, 2° 14′ 52″ E / 41.585351°N,2.247728°E ca:C. Marineta, als voltants de la masia                       | bé integrant del patrimoni cultural català | Pous de glaç de Can Gurri de Lliça de Vall | Modifica les dades a Wikidata |

## rellotge de sol
| imatge | Nom                                          | Ubicat a      | instància de    | Detalls | coordenades | Protecció | Commons (més fotos) | Dades a WD                    |
| ------ | -------------------------------------------- | ------------- | --------------- | ------- | --- | --------- | ------------------- | ----------------------------- |
|        | Rellotge de sol de can Canyet                | Lliçà de Vall | rellotge de sol | 1947    | 41° 35′ 17″ N, 2° 14′ 26″ E / 41.58806°N,2.24056°E ca:Masia de can Canyet. Carrer de Balmes, s/n                                         |           |                     | Modifica les dades a Wikidata |
|        | Rellotge de sol de can Llanes                | Lliçà de Vall | rellotge de sol | 1930    | 41° 35′ 31″ N, 2° 14′ 30″ E / 41.59194°N,2.24153°E ca:A la casa de can Llanes, al barri de Les Casetes. Carrer de Balmes, s/n.           |           |                     | Modifica les dades a Wikidata |
|        | Rellotge de sol de la Bella Plana            | Lliçà de Vall | rellotge de sol | 1929    | 41° 35′ 42″ N, 2° 14′ 47″ E / 41.595°N,2.2464°E ca:Masia de la Bella Plana, al sector conegut com el Pla                                 |           |                     | Modifica les dades a Wikidata |
|        | Rellotge de sol de les Torres de Santa Maria | Lliçà de Vall | rellotge de sol |         | 41° 35′ 33″ N, 2° 15′ 12″ E / 41.59245°N,2.25327°E ca:A la masia de les Torres de Santa Maria. Al sector est del terme municipal. El Pla |           |                     | Modifica les dades a Wikidata |

## safareig
| imatge | Nom                     | Ubicat a      | instància de | Detalls      | coordenades | Protecció | Commons (més fotos) | Dades a WD                    |
| ------ | ----------------------- | ------------- | ------------ | ------------ | --- | --------- | ------------------- | ----------------------------- |
|        | Rentador de can Xiol    | Lliçà de Vall | safareig     | 20th century | 41° 34′ 49″ N, 2° 14′ 20″ E / 41.58033°N,2.23876°E ca:Sector sud del terme municipal. Barri Xiol. Camí de can Coll. |           |                     | Modifica les dades a Wikidata |
|        | Rentador de les Casetes | Lliçà de Vall | safareig     | 20th century | 41° 35′ 25″ N, 2° 14′ 36″ E / 41.59032°N,2.24325°E ca:Sector central del terme municipal, al barri de les Casetes   |           |                     | Modifica les dades a Wikidata |

## Misc
| imatge | Nom                                | Ubicat a | instància de                                                         | Detalls                      | coordenades | Protecció | Commons (més fotos) | Dades a WD                    |
| ------ | ---------------------------------- | --- | -------------------------------------------------------------------- | ---------------------------- | --- | --------- | ------------------- | ----------------------------- |
|        | Barri del Bosc Codern              | Lliçà de Vall | barri                                                                | 20th century                 | 41° 35′ 46″ N, 2° 14′ 32″ E / 41.59606°N,2.24219°E ca:Sector nord-est del terme municipal                                                           |           |                     | Modifica les dades a Wikidata |
|        | Farners                            | Lliçà de Vall | vèrtex geodèsic                                                      | Alt: 1.2m                    | 41° 35′ 29″ N, 2° 13′ 08″ E / 41.591323°N,2.218887°E 199.641 msnm                                                                                   |           |                     | Modifica les dades a Wikidata |
|        | Gallecs                            | Àmbit Metropolità de Barcelona Mollet del Vallès Parets del Vallès Santa Perpètua de Mogoda Lliçà de Vall Montcada i Reixac Gallecs | Espai Natural Protegit àrea protegida Pla d'Espais d'Interès Natural | 2009 Superfície: 702.08025ha | 41° 33′ 44″ N, 2° 11′ 41″ E / 41.562158333333336°N,2.194602777777778°E ca:Entre la carretera de Caldes C-59 i el camí de la Serra de Mollet 65 msnm |           | Gallecs             | Modifica les dades a Wikidata |
|        | Jardins de can Coll                | Lliçà de Vall | jardí                                                                |                              | 41° 35′ 04″ N, 2° 14′ 25″ E / 41.58449°N,2.24027°E ca:Avinguda del Pla, s/n                                                                         |           |                     | Modifica les dades a Wikidata |
|        | Rec de les Torres                  | Lliçà de Vall | séquia                                                               |                              | 41° 35′ 43″ N, 2° 15′ 11″ E / 41.59537°N,2.25303°E ca:Sector nord-est del terme municipal, entre les masies de Les Torres i Bella Plana             |           |                     | Modifica les dades a Wikidata |
|        | casa consistorial de Lliçà de Vall | Lliçà de Vall | casa consistorial                                                    | 1997                         | 41° 35′ 11″ N, 2° 14′ 21″ E / 41.5862814°N,2.2390383°E ca:Plaça de la Vila, s/n. Lliçà de Vall                                                      |           |                     | Modifica les dades a Wikidata |
|        | cementiri de Lliçà de Vall         | Lliçà de Vall | cementiri                                                            |                              | 41° 35′ 43″ N, 2° 14′ 03″ E / 41.59526°N,2.23428°E ca:Urbanització de can Vilardebò. Carrer de la Coma, s/n                                         |           |                     | Modifica les dades a Wikidata |
|        | el Mas Gordi                       | Lliçà de Vall | nucli de població                                                    |                              | 41° 35′ 37″ N, 2° 13′ 46″ E / 41.5936142545315°N,2.22939924283863°E                                                                                 |           |                     | Modifica les dades a Wikidata |
|        | estany de la Bella Plana           | Lliçà de Vall | estany                                                               | 20th century                 | 41° 35′ 42″ N, 2° 14′ 53″ E / 41.59493°N,2.24807°E ca:Sector nord-est del terme municipal. Prop de la masia de la Bella Plana                       |           |                     | Modifica les dades a Wikidata |
|        | font de can Cusconer               | Lliçà de Vall | font                                                                 |                              | 41° 35′ 36″ N, 2° 14′ 36″ E / 41.59325°N,2.24338°E ca:Sector est del terme municipal. Barri de Les Castes, prop de can Cusconer                     |           |                     | Modifica les dades a Wikidata |
|        | plaça de la Vila                   | Lliçà de Vall | plaça                                                                | 20th century                 | 41° 35′ 09″ N, 2° 14′ 23″ E / 41.58589°N,2.23977°E ca:Plaça de la Vila                                                                              |           |                     | Modifica les dades a Wikidata |